# Sporting Étoile Club de Bastia 1978-1979
Questa voce raccoglie le informazioni riguardanti la Sporting Étoile Club de Bastia nelle competizioni ufficiali della stagione 1978-1979.

## Stagione
Alternando brevi serie di risultati utili ad altre negative, il Bastia disputò un campionato dai risultati discontinui che lo portò inizialmente a oscillare fra le posizioni di media classifica a quelle a ridosso della zona UEFA, per poi attestarsi a centroclassifica; un punto nelle ultime cinque gare fece infine scivolare i Turchini fino al quattordicesimo posto finale.
Superato il Brest e, in rimonta, il Bordeaux, il Bastia uscì dalla Coppa di Francia agli ottavi di finale, sconfitto in entrambe le gare dallo Strasburgo.

## Maglie e sponsor
Lo sponsor tecnico per la stagione 1978-1979 è Adidas, mentre gli sponsor ufficiali sono Club Mediterranée per il campionato e RTL per la Coppa di Francia. Durante la stagione vengono alternati un colletto a girocollo e a polo, entrambi di colore bianco.
| Manica sinistra · Manica sinistra · Maglietta · Maglietta · Manica destra · Manica destra · Pantaloncini · Pantaloncini · Calzettoni · Calzettoni | Manica sinistra · Manica sinistra · Maglietta · Maglietta · Manica destra · Manica destra · Pantaloncini · Pantaloncini · Calzettoni · Calzettoni | Manica sinistra · Manica sinistra · Maglietta · Maglietta · Manica destra · Manica destra · Pantaloncini · Pantaloncini · Calzettoni · Calzettoni |

## Rosa
| N. |                        | Ruolo | Calciatore                    |
| -- | ---------------------- | ----- | ----------------------------- |
|    | Francia (bandiera)     | P     | Fréderic Dobraje              |
|    | Francia (bandiera)     | P     | Pierrick Hiard                |
|    | Francia (bandiera)     | P     | Dominique Murati              |
|    | Francia (bandiera)     | P     | Marc Weller                   |
|    | Francia (bandiera)     | D     | André Burkhard                |
|    | Francia (bandiera)     | D     | Jean-Louis Cazes              |
|    | Francia (bandiera)     | D     | Didier Knayer                 |
|    | Francia (bandiera)     | D     | Paul Marchioni                |
|    | Francia (bandiera)     | D     | Jean-Pierre Mattei            |
|    | Francia (bandiera)     | D     | César Nativi                  |
|    | Francia (bandiera)     | D     | Charles Orlanducci (capitano) |
|    | Paesi Bassi (bandiera) | D     | Wim Rijsbergen                |
|    | Francia (bandiera)     | C     | Pierre Aussu                  |
|    | Francia (bandiera)     | C     | Jean-Louis Desvignes          |

| N. |                        | Ruolo | Calciatore             |
| -- | ---------------------- | ----- | ---------------------- |
|    | Francia (bandiera)     | C     | Joseph Graziani        |
|    | Francia (bandiera)     | C     | Félix Lacuesta         |
|    | Francia (bandiera)     | C     | Bruno Mignot           |
|    | Francia (bandiera)     | C     | Claude Papi            |
|    | Francia (bandiera)     | C     | José Pastinelli        |
|    | Francia (bandiera)     | C     | Albert Tho             |
|    | Francia (bandiera)     | A     | Christian Borel        |
|    | Francia (bandiera)     | A     | André Barthelemy       |
|    | Francia (bandiera)     | A     | Jean-Marie De Zerbi    |
|    | Francia (bandiera)     | A     | Simeï Ihily            |
|    | Marocco (bandiera)     | A     | Abdelkrim Merry Krimau |
|    | Francia (bandiera)     | A     | Louis Marcialis        |
|    | Paesi Bassi (bandiera) | A     | Johnny Rep             |
|    | Francia (bandiera)     | A     | Joseph Wamai           |

## Calciomercato

### Sessione estiva
| Acquisti | Acquisti         | Acquisti        | Acquisti |
| R.       | Nome             | da              | Modalità |
| -------- | ---------------- | --------------- | -------- |
| D        | Wim Rijsbergen   | Feyenoord       |          |
| C        | Bruno Mignot     | INF Vichy       |          |
| C        | César Nativi     | Gazélec Ajaccio |          |
| A        | André Barthelemy | Saint-Étienne   |          |
| A        | Christian Borel  | Lilla           |          |
| A        | Simeï Ihily      | INF Vichy       |          |
| A        | Louis Marcialis  | Gazélec Ajaccio |          |

| Cessioni | Cessioni              | Cessioni      | Cessioni |
| R.       | Nome                  | a             | Modalità |
| -------- | --------------------- | ------------- | -------- |
| D        | André Guesdon         | Bordeaux      |          |
| C        | Georges Franceschetti | fine carriera |          |
| C        | Dominique Vésir       | Valenciennes  |          |
| A        | Sauveur Agostini      | Montpellier   |          |
| A        | François Félix        | Angers        |          |
| A        | Yves Mariot           | Paris FC      |          |
| A        | Georges Ventura       | AAJ Blois     |          |

### Sessione invernale
| Acquisti | Acquisti         | Acquisti  | Acquisti   |
| R.       | Nome             | da        | Modalità   |
| -------- | ---------------- | --------- | ---------- |
| P        | Frédéric Dobraje | Angoulême | definitivo |

| Acquisti | Acquisti       | Acquisti    | Acquisti   |
| R.       | Nome           | da          | Modalità   |
| -------- | -------------- | ----------- | ---------- |
| D        | Wim Rijsbergen | N.Y. Cosmos | definitivo |

## Risultati
Fonte:

### Division 1

#### Girone di andata
| Arbitro: | Wurtz |

|                          |           |         |
| Roussey 5’ Rocheteau 58’ | Marcatori | 70’ Rep |

| Arbitro: | Delmer |

|                                                |           |              |
| Krimau 32’, 84’ Papi 50’ (rig.) Ihily 63’, 80’ | Marcatori | 16’ Zlatarić |

| Arbitro: | Rancelli |

|                      |           |  |
| Toko 19’ Vukotić 22’ | Marcatori |  |

| Arbitro: | Vautrot |

|                                                       |           |                   |
| Marchioni 7’ Papi 29’ Krimau 35’ Burkhard 62’ Rep 78’ | Marcatori | 61’, 80’ Bousdira |

| Arbitro: | Di Bernardo |

|  |           |                             |
|  | Marcatori | 65’ Rep 66’ (aut.) Augustin |

| Arbitro: | Didier |

|                              |           |  |
| Ihily 38’ Papi 78’ Cazes 80’ | Marcatori |  |

| Arbitro: | Leloup |

|              |           |                                     |
| De Zerbi 17’ | Marcatori | 21’ Flores 35’ Bracci 65’ Linderoth |

| Arbitro: | Jourdain |

|                                 |           |  |
| Milla 25’, 62’ Wraży 50’ (rig.) | Marcatori |  |

| Arbitro: | Wurtz |

|                                                  |           |            |
| Papi 7’ (rig.) Rep 25’, 48’ Krimau 40’ Ihily 84’ | Marcatori | 35’ Zénier |

| Arbitro: | Kitabdjian |

|                                          |           |  |
| Bianchi 33’, 67’ Pilorget 39’ Renaut 57’ | Marcatori |  |

| Arbitro: | Bacou |

|            |           |  |
| Krimau 78’ | Marcatori |  |

| Arbitro: | Delmer |

|                                                     |           |  |
| Soler 15’, 24’ Emon 35’, 39’ Dalger 73’, 83’ (rig.) | Marcatori |  |

| Arbitro: | Konrath |

|                         |           |                         |
| Papi 17’ Orlanducci 46’ | Marcatori | 55’ Lechantre 82’ Sagna |

| Arbitro: | Vautrot |

|               |           |  |
| Rampillon 88’ | Marcatori |  |

| Arbitro: | Verbecke |

|          |           |                       |
| Papi 58’ | Marcatori | 50’ (aut.) Rijsbergen |

| Arbitro: | Mouchotte |

|               |           |         |
| Madronnet 80’ | Marcatori | 90’ Rep |

| Arbitro: | Delmer |

|           |           |  |
| Ihily 55’ | Marcatori |  |

| Arbitro: | Leloup |

|                           |           |              |
| Pleimelding 9’ Cabral 58’ | Marcatori | 53’, 73’ Rep |

| Bastia 14 novembre 1978 19ª giornata                                           | Bastia    | 1 – 3 referto                | Metz | Stadio Armand Cesari (3 000 spett.) |
| \| \| \| \| \| Papi 11’ (rig.) \| Marcatori \| 5’ Dehon 25’ Zdun 36’ Diallo \| |           |                              |      |                                     |
|                                                                                |           |                              |      |                                     |
| Papi 11’ (rig.)                                                                | Marcatori | 5’ Dehon 25’ Zdun 36’ Diallo |      |                                     |

#### Girone di ritorno
| Arbitro: | Di Bernardo |

|  |           |                        |
|  | Marcatori | 36’ Repellini 83’ Elie |

| Arbitro: | Konrath |

|           |           |         |
| Bravo 52’ | Marcatori | 69’ Rep |

| Arbitro: | Buils |

|           |           |          |
| Borel 80’ | Marcatori | 30’ Tota |

| Arbitro: | Vautrot |

|                   |           |              |
| Bjeković 45’, 70’ | Marcatori | 25’, 60’ Rep |

| Arbitro: | Lambert |

|         |           |  |
| Rep 33’ | Marcatori |  |

| Arbitro: | Verbecke |

|                                                   |           |  |
| Parizon 3’, 18’ Stopyra 26’ Posca 64’ Revelli 89’ | Marcatori |  |

| Arbitro: | Muchembled |

|             |           |  |
| Berdoll 56’ | Marcatori |  |

| Arbitro: | Kitabdjian |

|                          |           |  |
| Barthélémy 56’ Ihily 73’ | Marcatori |  |

| Arbitro: | Konrath |

|                                                            |           |         |
| Umpiérrez 1’ Zénier 8’ Platini 24’ Rouyer 75’ Pedrieau 82’ | Marcatori | 30’ Rep |

| Arbitro: | Mouchotte |

|                        |           |          |
| Bianchi 37’ Dahleb 50’ | Marcatori | 87’ Papi |

| Arbitro: | Wurtz |

|              |           |              |
| Valadier 44’ | Marcatori | 81’ Lacuesta |

| Arbitro: | Bancourt |

|                                           |           |           |
| Rep 17’ Marcialis 19’ Aussu 31’ Borel 60’ | Marcatori | 85’ Onnis |

| Arbitro: | Di Bernardo |

|  |           |          |
|  | Marcatori | 33’ Papi |

| Arbitro: | Vautrot |

|         |           |  |
| Papi 3’ | Marcatori |  |

| Arbitro: | Meeus |

|                         |           |  |
| Wagner 67’ Gemmrich 85’ | Marcatori |  |

| Arbitro: | Lambert |

|                                         |           |                            |
| Lacuesta 11’ Burkhard 14’ Marcialis 76’ | Marcatori | 12’ Bertolino 57’ Polaniok |

| Arbitro: | Mouchotte |

|                                       |           |                   |
| Marguerite 56’ (rig.), 74’ Girard 81’ | Marcatori | 13’ Ihily 83’ Rep |

| Bastia 26 maggio 1979 37ª giornata | Bastia      | 0 – 0 referto | Lilla | Stadio Armand Cesari (15 707 spett.)\| Arbitro: \| Bouffandeau \| |
| Arbitro:                           | Bouffandeau |               |       |                                                                   |

| Arbitro: | Benali |

|                                  |           |                |
| Hinschberger 20’ Diallo 75’, 77’ | Marcatori | 25’ Orlanducci |

### Coppa di Francia
| Arbitro: | Konrath |

|                                                                |           |  |
| Rep 21’ Barthelemy 23’, 67’ Ihily 32’ Krimau 45’, 64’ Papi 80’ | Marcatori |  |

| Arbitro: | Delmer |

|            |           |  |
| Giresse 9’ | Marcatori |  |

| Arbitro: | Verbecke |

|                        |           |  |
| Marchioni 19’ Papi 57’ | Marcatori |  |

| Arbitro: | Kitabdjian |

|  |           |                        |
|  | Marcatori | 83’ Domenech 89’ Jouve |

| Arbitro: | Bacou |

|                                     |           |            |
| Jouve 5’, 82’ Wagner 20’ Specht 49’ | Marcatori | 23’ Krimau |

## Statistiche

### Andamento in campionato
| Giornata  | 1  | 2 | 3  | 4 | 5 | 6 | 7 | 8  | 9 | 10 | 11 | 12 | 13 | 14 | 15 | 16 | 17 | 18 | 19 | 20 | 21 | 22 | 23 | 24 | 25 | 26 | 27 | 28 | 29 | 30 | 31 | 32 | 33 | 34 | 35 | 36 | 37 | 38 |
| --------- | -- | - | -- | - | - | - | - | -- | - | -- | -- | -- | -- | -- | -- | -- | -- | -- | -- | -- | -- | -- | -- | -- | -- | -- | -- | -- | -- | -- | -- | -- | -- | -- | -- | -- | -- | -- |
| Luogo     | T  | C | T  | C | T | C | C | T  | C | T  | C  | T  | C  | T  | C  | T  | C  | T  | C  | T  | C  | T  | C  | T  | T  | C  | C  | T  | C  | T  | C  | T  | C  | T  | C  | T  | C  | T  |
| Risultato | P  | V | P  | V | V | V | P | P  | V | P  | V  | P  | N  | P  | N  | N  | V  | N  | P  | N  | N  | N  | V  | P  | P  | V  | P  | N  | V  | V  | V  | P  | V  | P  | P  | N  | P  | P  |
| Posizione | 14 | 6 | 12 | 9 | 7 | 3 | 5 | 10 | 5 | 9  | 7  | 12 | 10 | 13 | 13 | 11 | 10 | 10 | 11 | 11 | 12 | 11 | 10 | 11 | 13 | 11 | 13 | 14 | 14 | 13 | 11 | 11 | 12 | 11 | 12 | 12 | 13 | 14 |

Fonte:  Classements, su lfp.fr, lfp.fr.
Legenda:

Luogo: C = Casa; T = Trasferta. Risultato: V = Vittoria; N = Pareggio; P = Sconfitta.

### Statistiche dei giocatori
| Giocatore       | Division 1 | Division 1 | Coppa di Francia | Coppa di Francia | Totale   | Totale |
| Giocatore       | Presenze   | Reti       | Presenze         | Reti             | Presenze | Reti   |
| --------------- | ---------- | ---------- | ---------------- | ---------------- | -------- | ------ |
| T. Andrietti    | 2          | 0          | 0                | 0                | 2        | 0      |
| P. Aussu        | 18         | 0          | 2                | 0                | 20       | 0      |
| A. Barthelemy   | 10         | 1          | 1                | 2                | 11       | 3      |
| C. Borel        | 11         | 2          | 1                | 0                | 12       | 2      |
| A. Burkhard     | 31         | 2          | 4                | 0                | 35       | 2      |
| J.L. Cazes      | 30         | 1          | 2                | 0                | 32       | 1      |
| J.M. De Zerbi   | 14         | 1          | 1                | 0                | 15       | 1      |
| J.L. Desvignes  | 25         | 0          | 3                | 0                | 28       | 0      |
| F. Dobraje      | 5          | -4         | 2                | -4               | 7        | -8     |
| J. Graziani     | 0          | 0          | 0                | 0                | 0        | 0      |
| S. Ihily        | 35         | 7          | 5                | 1                | 40       | 8      |
| P. Hiard        | 8          | -16        | 1                | 0                | 9        | -16    |
| D. Knayer       | 7          | 0          | 2                | 0                | 9        | 0      |
| A. Merry Krimau | 25         | 5          | 5                | 3                | 30       | 8      |
| F. Lacuesta     | 19         | 2          | 4                | 0                | 23       | 2      |
| P. Marchioni    | 33         | 1          | 5                | 1                | 38       | 2      |
| L. Marcialis    | 12         | 2          | 3                | 0                | 15       | 2      |
| J.P. Mattei     | 0          | 0          | 0                | 0                | 0        | 0      |
| B. Mignot       | 23         | 0          | 3                | 0                | 26       | 0      |
| D. Murati       | 0          | 0          | 0                | 0                | 0        | 0      |
| C. Nativi       | 5          | 0          | 0                | 0                | 5        | 0      |
| C. Orlanducci   | 29         | 2          | 5                | 0                | 34       | 2      |
| C. Papi         | 33         | 10         | 5                | 2                | 38       | 12     |
| J. Rep          | 35         | 15         | 5                | 1                | 40       | 16     |
| W. Rijsbergen   | 24         | 0          | 3                | 0                | 27       | 0      |
| A. Tho          | 1          | 0          | 0                | 0                | 1        | 0      |
| J. Wamai        | 5          | 0          | 0                | 0                | 5        | 0      |
| M. Weller       | 25         | -45        | 2                | -5               | 27       | -50    |